# Åkeshov (metrostation)
Åkeshov is een station aan de groene route van de metro van Stockholm, in de wijk Norra Ängby in het stadsdeel Bromma in West-Stockholm. Het ligt op 11,5 spoorkilometer van Slussen en ongeveer 10 kilometer van T-Centralen dat in 20 minuten wordt bereikt.

## Premetro
Het station is op 1 oktober 1944 geopend als onderdeel van de Ängbybanan die tussen 1941 en 1944 als premetrotraject naar de westelijke tuinsteden is gebouwd. In 1950 begon de ombouw tot metro en sinds 26 oktober 1952, toen het metroverkeer op de westlijn startte, is het onderdeel van de groene route.

## Metro
Het station wordt bediend door de lijnen T17 en T19. Voor lijn T17, die op 19 november 1958 werd geopend, is het station op werkdagen het westelijke eindpunt. 's avonds en in het weekeinde maken de treinen van T17 al kop bij Odenplan. De treinen van lijn T19 stoppen op de buitenste sporen , het middelste spoor, dat tussen de perrons in ligt, wordt gebruikt door lijn T17 om kop te maken. Tijdens pieken in het rezigersaanbod rijdt ook lijn T18 incidenteel van Alvik door naar Vällingby en stopt dan ook bij Åkeshov.

## Station
Het station kent drie sporen waarvan de middelste tussen beide perrons ligt. De ingang ligt aan de oostkant van de perrons bij de ingang van het park rond Slot Åkeshov, waar het station zijn naam aan dankt. Sinds 1998 wordt het station opgesierd met een afgietsel van het kunstwerk De geknoopte revolver van Carl Fredrik Reuterswärd. In Stockholm zijn nog twee afgietsels te vinden bij metrostation Fittja en station Täby centrum aan de Roslagsbanan. Het bekendste exemplaar staat in New York voor het hoofdkwartier van de Verenigde Naties.

## Galerij

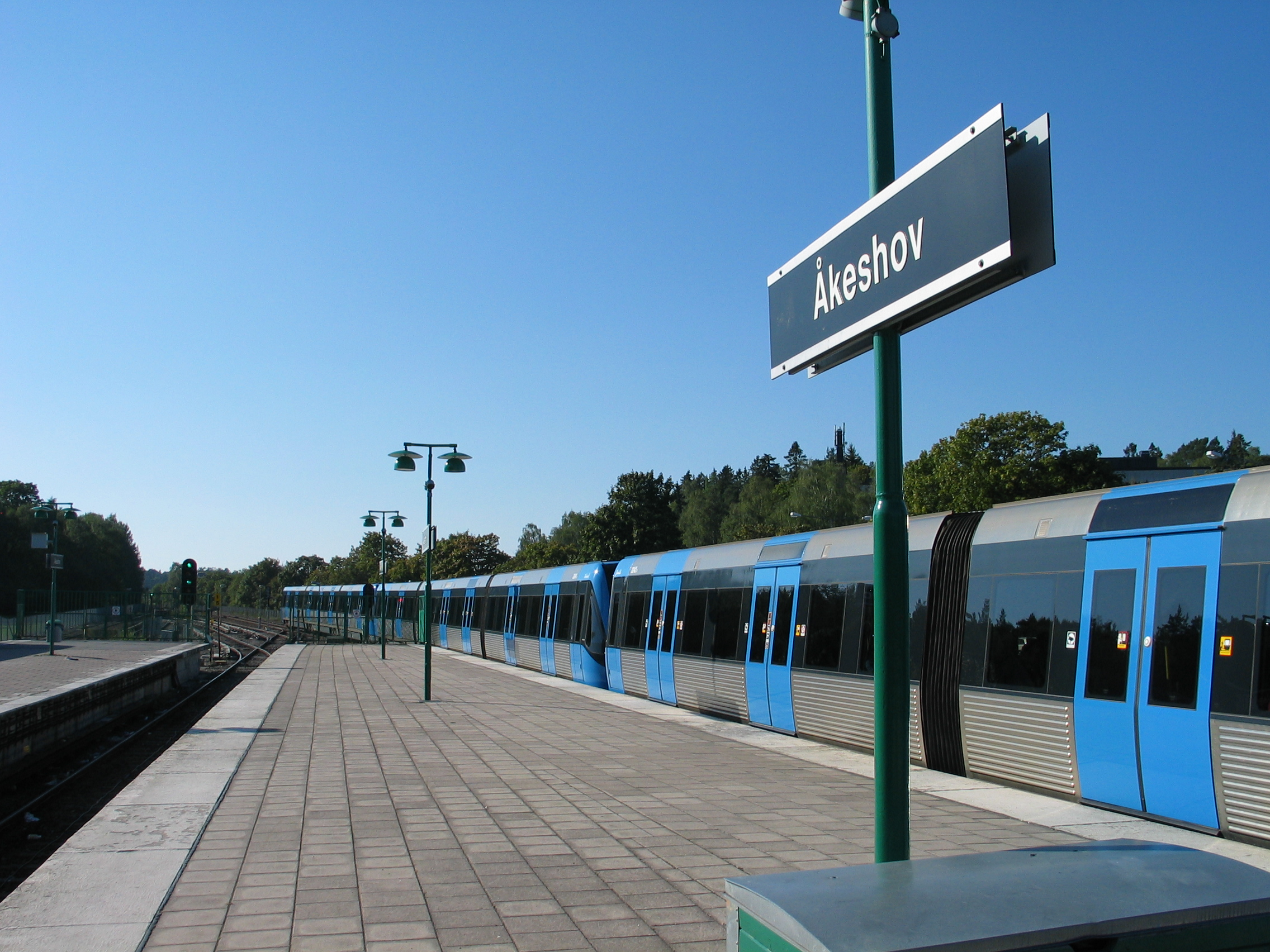
De trein richting het centrum
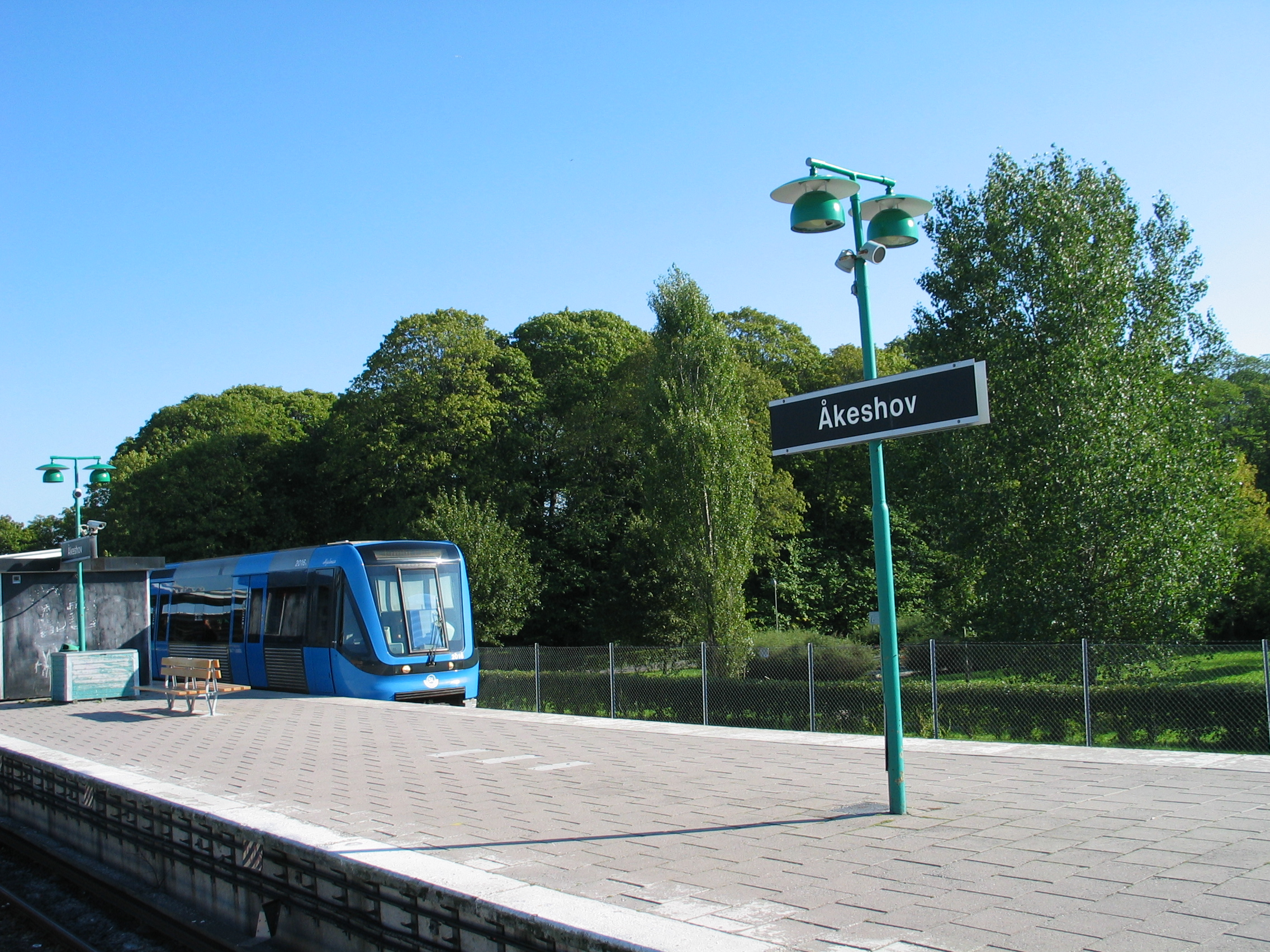
De trein richting het westen
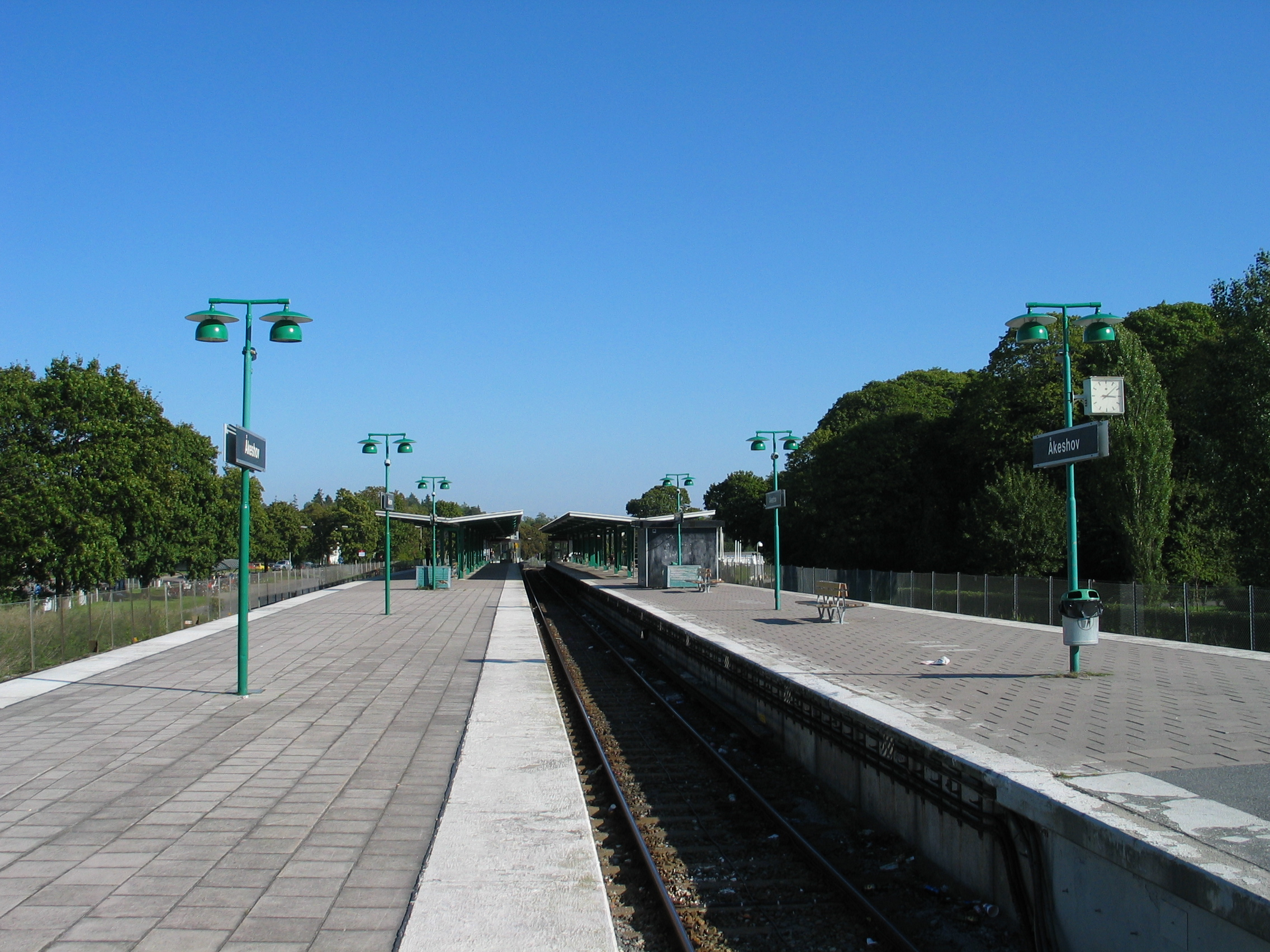
Het middelste spoor tussen de perrons
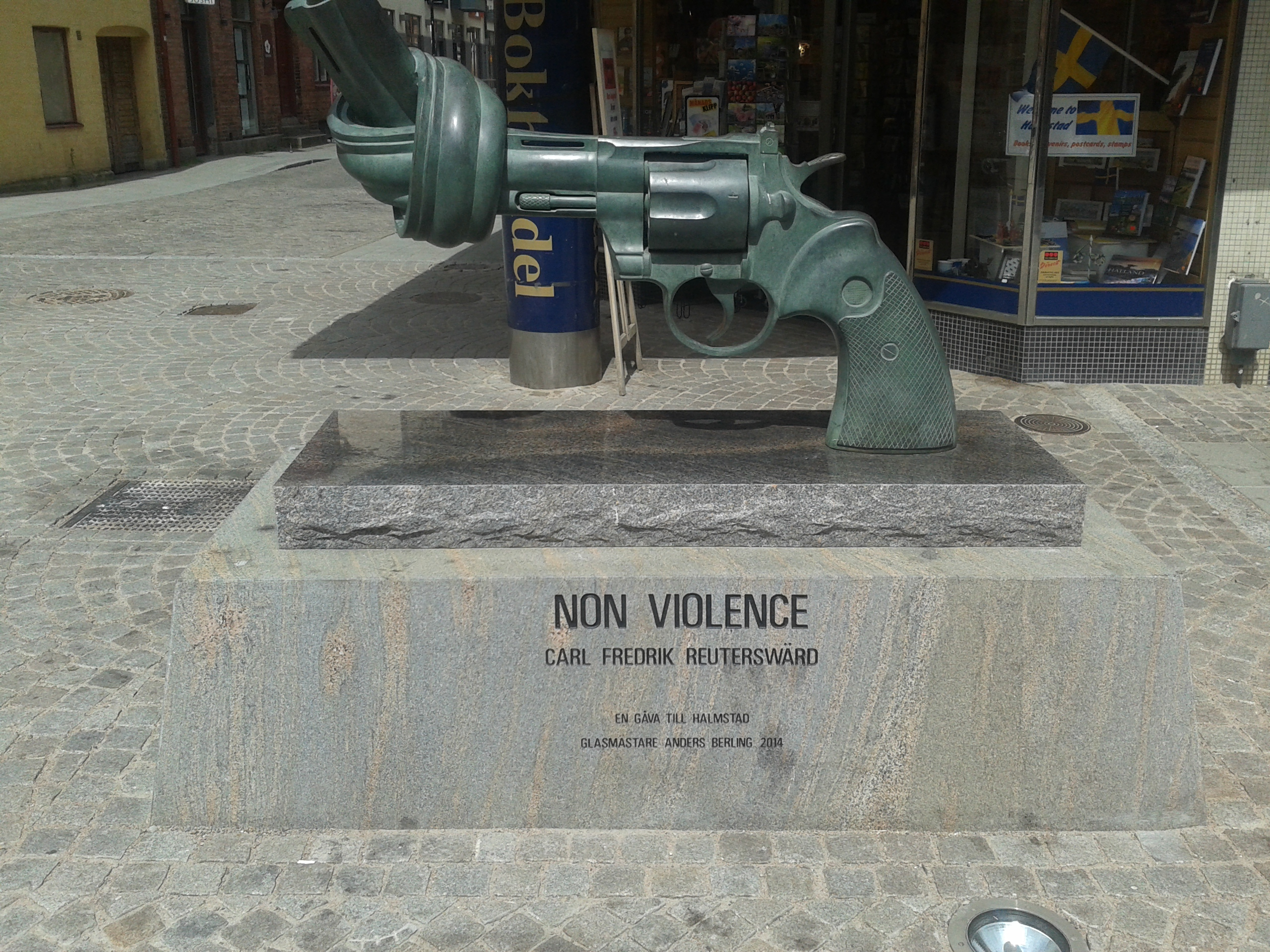
De geknoopte revolver, hier het exemplaar in Halmstad

Åkeshov· 
Brommaplan·
Abrahamsberg· 
Stora Mossen· 
Alvik · 
Kristineberg · 
Thorildsplan  · 
Fridhemsplan · 
S:t Eriksplan · 
Odenplan  · 
Rådmansgatan  · 
Hötorget · 
T-Centralen ·  
Gamla Stan · 
Slussen · 
Medborgarplatsen ·  
Skanstull · 
Gullmarsplan ·  
Skärmarbrink·  
Hammarbyhöjden·  
Björkhagen·  
Kärrtorp ·  
Bagarmossen·  
Skarpnäck
Hässelby strand · 
Hässelby gård ·
Johannelund ·
Vällingby ·
Råcksta ·
Blackeberg ·
Islandstorget ·
Ängbyplan ·
Åkeshov· 
Brommaplan·
Abrahamsberg· 
Stora Mossen· 
Alvik · 
Kristineberg · 
Thorildsplan  · 
Fridhemsplan · 
S:t Eriksplan · 
Odenplan  · 
Rådmansgatan  · 
Hötorget · 
T-Centralen ·  
Gamla Stan · 
Slussen · 
Medborgarplatsen ·  
Skanstull · 
Gullmarsplan ·  
Globen ·
Enskede gård ·
Sockenplan ·
Svedmyra ·
Stureby ·
Bandhagen ·
Högdalen ·
Rågsved ·
Hagsätra